# Klotamarant
Klotamarant (Gomphrena globosa) är en amarantväxtart som beskrevs av Carl von Linné. Enligt Catalogue of Life och Dyntaxa ingår Klotamarant i släktet klotamaranter, och familjen amarantväxter. Arten förekommer tillfälligt i Sverige, men reproducerar sig inte. Inga underarter finns listade i Catalogue of Life.

## Bildgalleri

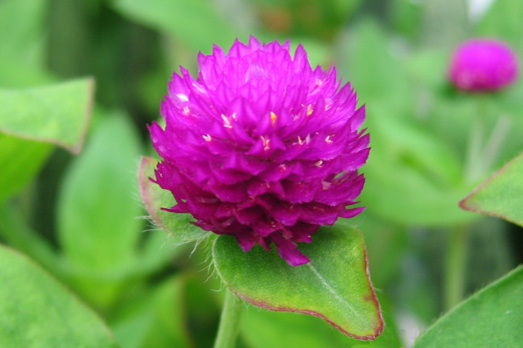
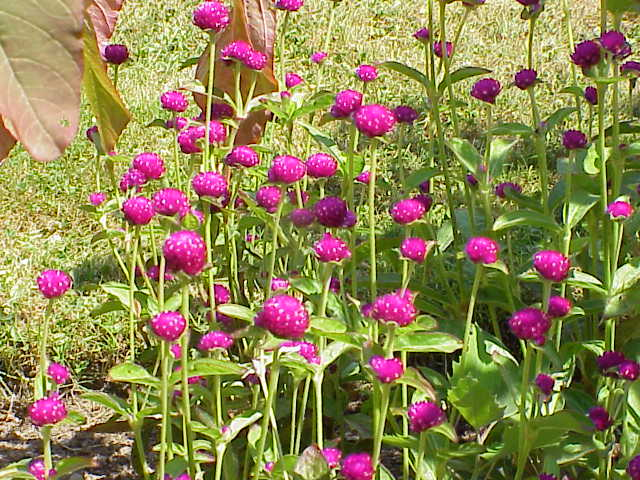
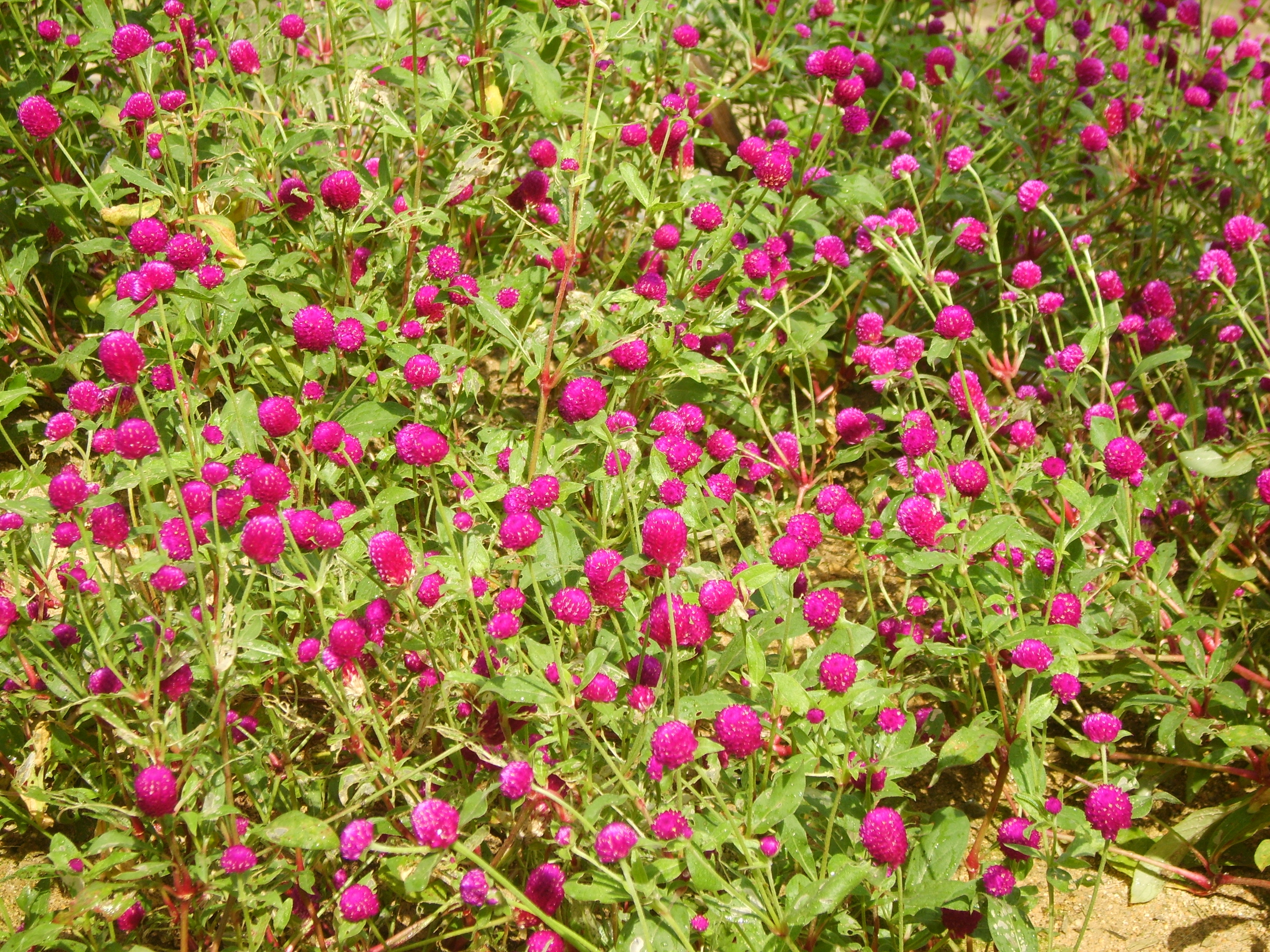
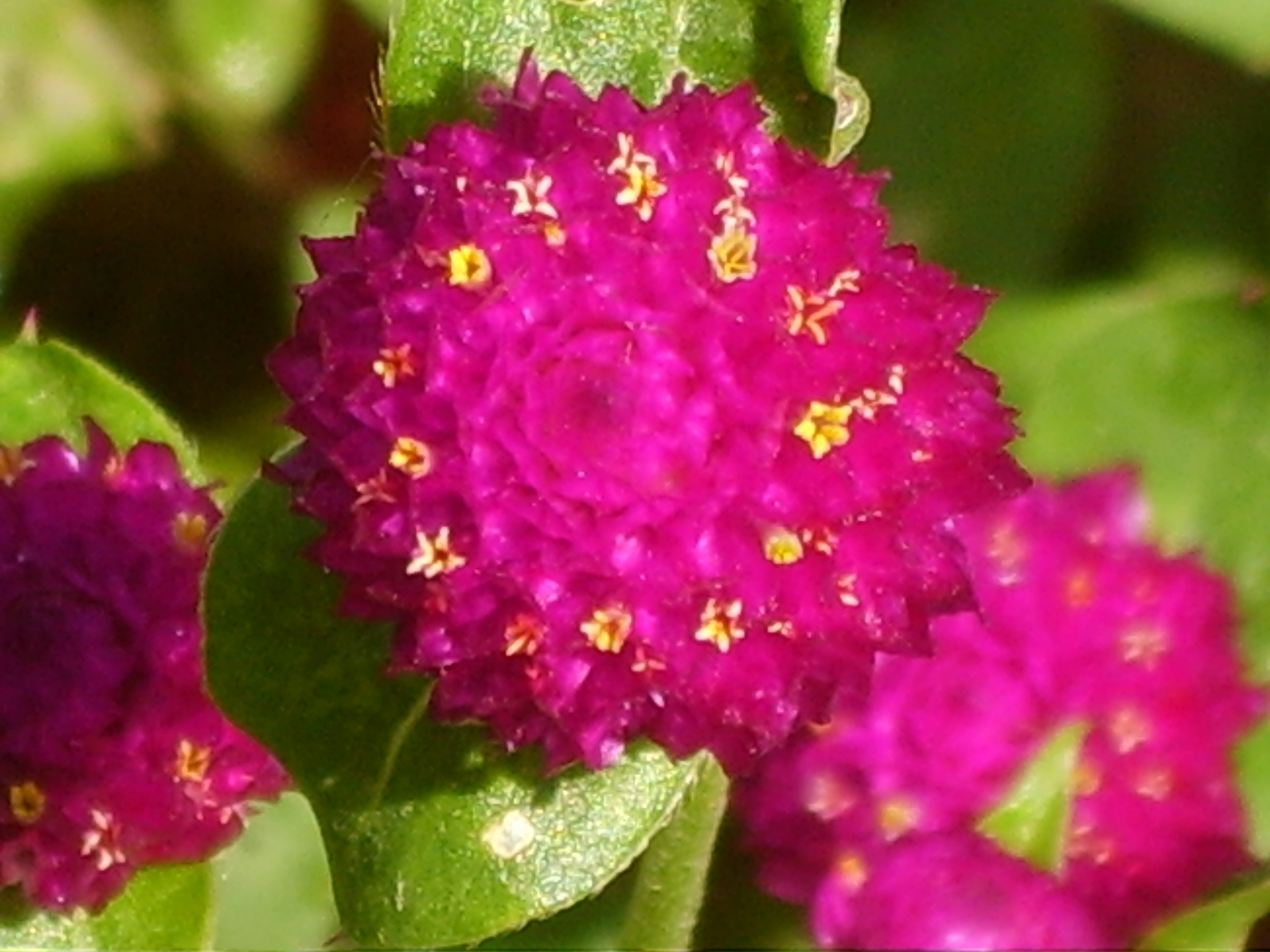
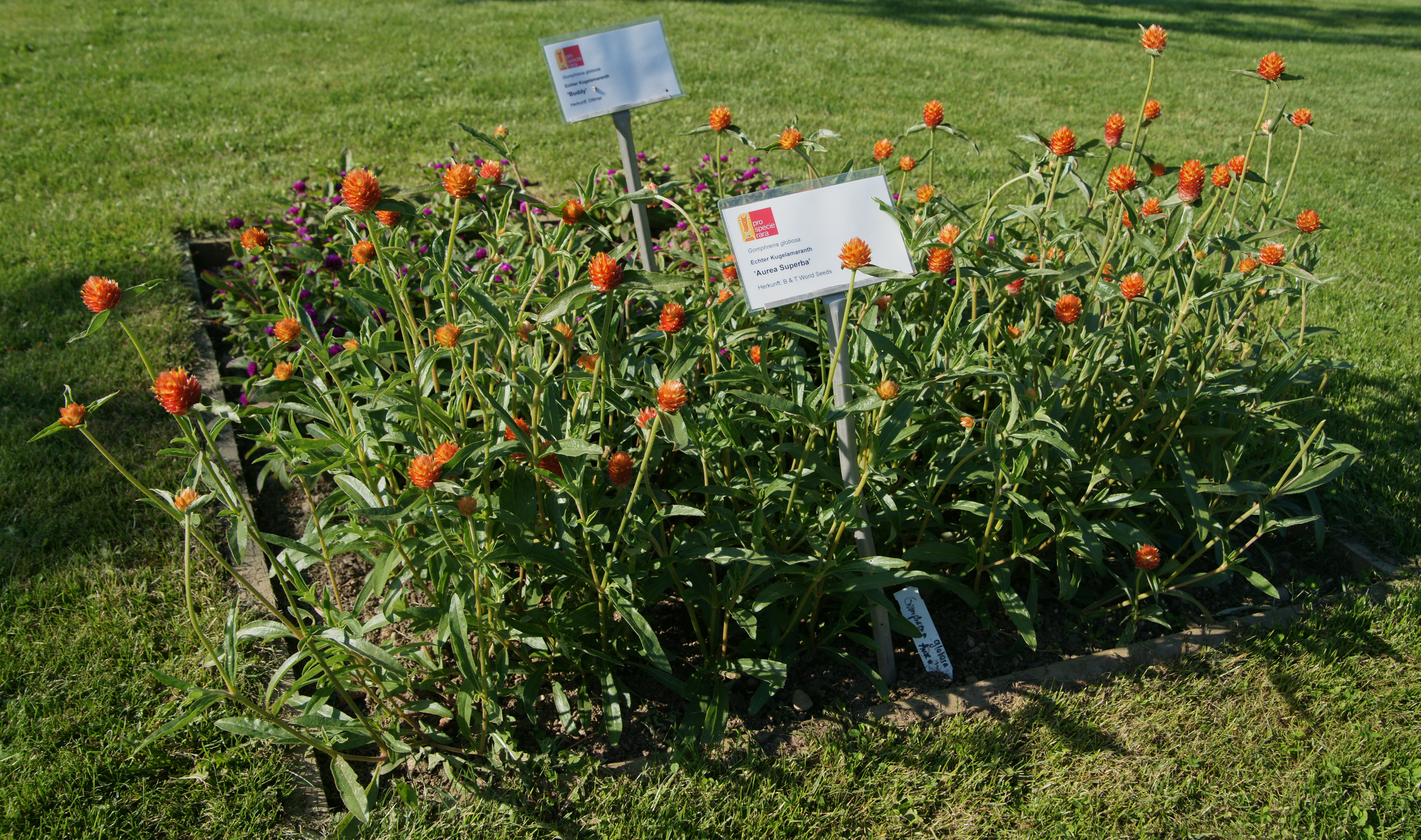
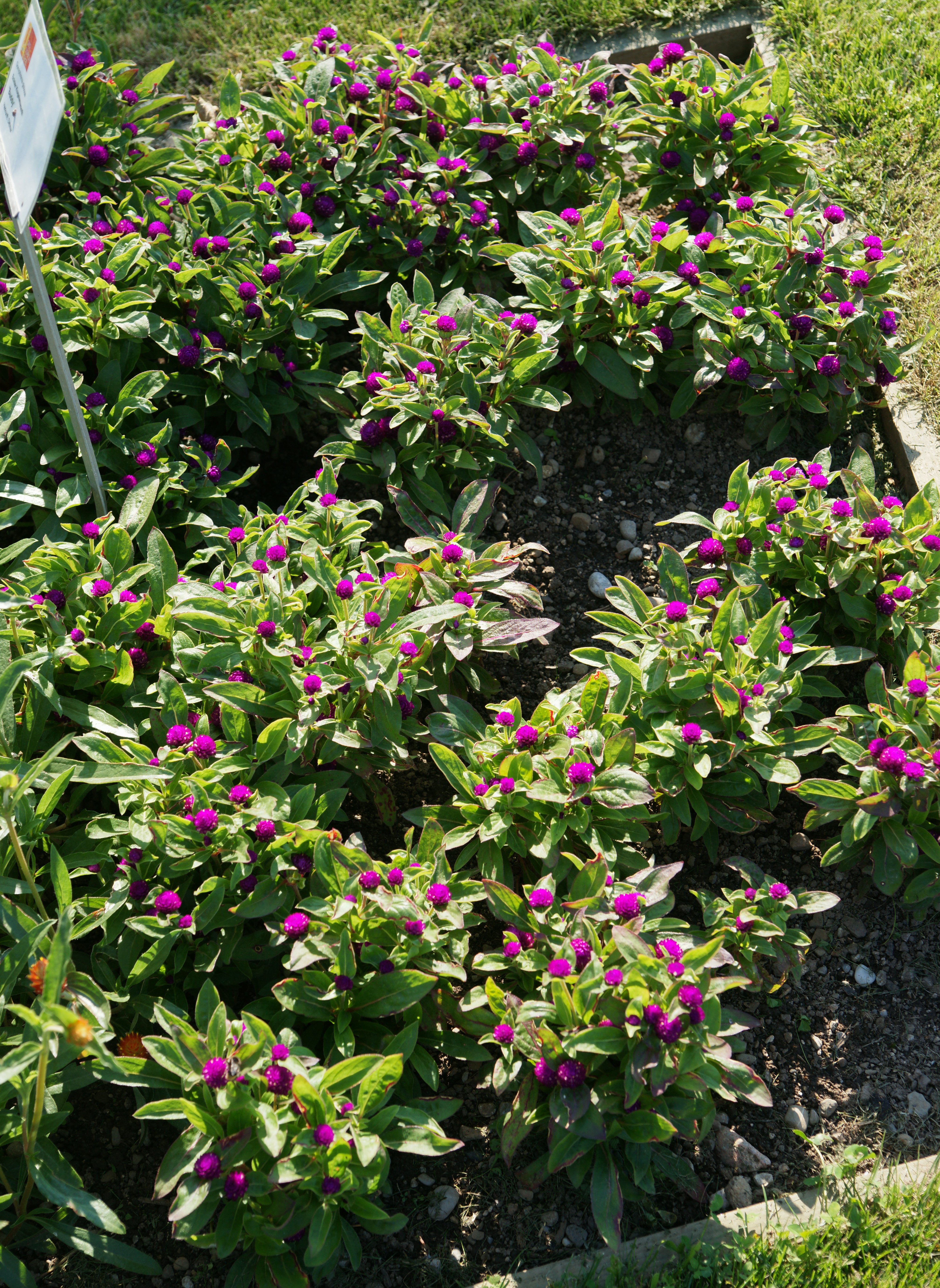